# Tupadly (Mělník)
Tupadly é uma comuna checa localizada na região da Boêmia Central, distrito de Mělník.